# Национальный день миротворцев (Канада)
Национальный день миротворцев (фр. Journée Nationale des Casques Bleus) является официальным днём памяти канадских ветеранов, осуществлявших миротворческую деятельность. День миротворцев официально отмечается 9 августа каждого года, поочёредно дата может приходится и на ближайшее воскресенье. В Национальный день миротворцев жители страны отдают дань памяти всем канадским ветеранам военных миротворческих сил.
Выбору даты послужила трагедия, произошедшая 9 августа 1974 года, когда девять канадских миротворцев, служивших в Чрезвычайных вооружённых силах ООН, погибли в результате того, что их самолёт Buffalo 461 был сбит над территорией Сирии тремя зенитными управляемыми ракетами.
Решением правительства канадской провинции Британская Колумбия 30 июня 1993 года 9 августа был установлен как День миротворцев. На федеральном уровне дата стала официальной в июне 2008 года. В память об этом трагическом событии был возведён мемориал в Парке миротворцев в Калгари. Фрагменты сбитого самолёта были выставлены в Канадском военном музее, расположенном в Оттаве, в знак памяти о погибших членах экипажа Buffalo 461.